# Blick ins Paradies
Blick ins Paradies è un cortometraggio animato del 1951 diretto da Hans Fischerkoesen, realizzato per la pubblicità di un prodotto della Trumpf Schokolade.
È stato presentato alla 1ª edizione del Festival di Berlino dove si è aggiudicato la Targa di bronzo come miglior film pubblicitario.